# Valkenburg aan de Geul
Valkenburg aan de Geul (limburguès Valkeberg aan de Geul, francès Fauquemont) és un municipi de la província de Limburg, al sud-est dels Països Baixos. L'1 de gener del 2009 tenia 17.113 habitants repartits sobre una superfície de 36,91 km² (dels quals 0,2 km² corresponen a aigua). Limita al nord amb Meerssen i Nuth, a l'oest amb Maastricht, a l'est amb Voerendaal i al sud amb Margraten i Gulpen-Wittem. Fins a la fi de l'antic règim, era la capital d'un comtat, el País de Valkenburg.
És regat pel riu Geul, que va s'afegir al seu nom, per distingir-lo dels altres municipis, barris i castells homònims com Valkenburg (Rhenen) i Valkenburg (afui fusionat amb Katwijk) a la província d'Holanda del Sud.

## Nuclis
| Neerlandès     | Limburguès      | Població |
| Valkenburg     | Vallekeberg     | 5.800    |
| Berg           | Berg            | 3.500    |
| Broekhem       | Brokem          | 1.960    |
| Houthem        | Houtem          | 1.470    |
| Schin op Geul  | Sjin            | 1.300    |
| Sibbe          | Suub            | 1.080    |
| Vilt           | Vild            | 950      |
| IJzeren        | Iezere          | 330      |
| Schoonbron     | Sjoanbrón       | 230      |
| Emmaberg       | D'n Emmaberg    | 180      |
| Terblijt       | Terbliet        | 180      |
| Strabeek       | Sjtraobeek      | 170      |
| Walem          | Walem           | 150      |
| Oud-Valkenburg | Oud-Vallekeberg | 130      |
| Heek           | De Hièk         | 120      |
| (Font: CBS)    |                 |          |